# Treasure Box: The Complete Sessions 1991–1999
Pour les articles homonymes, voir Treasure et Box.
Albums de The Cranberries
Wake Up and Smell the Coffee
(2001) Stars: The Best of 1992-2002
(2002)
La Treasure Box, sortie en 1999, est un coffret rassemblant les quatre premiers albums des Cranberries : Everybody Else Is Doing It, So Why Can't We?, No Need to Argue,To the Faithful Departed et Bury the Hatchet, mais avec en plus des chansons inédites.

## Liste des titres

### Everybody Else Is Doing It, So Why Can’t We? (The Complete Sessions 1991-93)
1. I Still Do
2. Dreams
3. Sunday
4. Pretty
5. Waltzing Back
6. Not Sorry
7. Linger
8. Wanted
9. Still Can't
10. I Will Always
11. How
12. Put Me Down
13. Reason (inédit)
14. Them (inédit)
15. What You Were (inédit)
16. Liar (inédit)
17. Pretty (Pret A Porter Movie Remix) (inédit)
18. How (Radical Mix) (inédit)

### Disque 2:No Need to Argue(The Complete Sessions 1994-95)
1. Ode To My Family
2. I Can't Be With You
3. Twenty-One
4. Zombie
5. Empty
6. Everything I Said
7. The Icicle Melts
8. Disappointment
9. Ridiculous Thoughts
10. Dreaming My Dreams
11. Yeat's Grave
12. Daffodil Lament
13. Away (inédit)
14. I Don't Need (inédit)
15. (They Long to Be) Close to You (inédit)
16. So Cold In Ireland (inédit)
17. Zombie (Camel's Hump Mix) (inédit)

### Disque 3:To the Faithful Departed(The Complete Sessions 1996-97)
1. Hollywood
2. Salvation
3. When You're Gone
4. Free to Decide
5. War Child
6. Forever Yellow Skies
7. The Rebels
8. Intermission
9. I Just Shot John Lennon
10. Electric Blue
11. I'm Still Remembering
12. Will You Remember?
13. Joe
14. Bosnia
15. Cordell
16. The Picture I View (inédit)
17. Ave Maria (with Pavarotti)(inédit)
18. Go Your Own Way (inédit)
19. God Be With You (inédit)

### Disque 4:Bury the Hatchet(The Complete Sessions 1998-99)
1. Animal Instinct
2. Loud and Clear
3. Promises
4. You and Me
5. Just My Imagination
6. Shattered
7. Desperate Andy
8. Saving Grace
9. Copycat
10. What's On My Mind
11. Delilah
12. Fee Fi Fo
13. Dying in the Sun
14. Sorry Son
15. Baby Blues (inédit)
16. Sweetest Thing (inédit)
17. Woman Without Pride (inédit)
18. Such a Shame (inédit)
19. Paparazzi On Mopeds (inédit)